# Äigrumäe
Äigrumäe är en by (estniska: küla) i Estland. Den ligger i Viimsi kommun i landskapet Harjumaa. Äigrumäe ligger 35 meter över havet och antalet invånare är 119.
Terrängen runt Äigrumäe är platt. Havet är nära Äigrumäe norrut. Runt Äigrumäe är det ganska tätbefolkat, med 248 invånare per kvadratkilometer. Närmaste större samhälle är Tallinn, 9 km sydväst om Äigrumäe. I omgivningarna runt Äigrumäe växer i huvudsak blandskog.